# Scione grandis
Scione grandis är en tvåvingeart som beskrevs av Philip 1943. Scione grandis ingår i släktet Scione och familjen bromsar. Inga underarter finns listade i Catalogue of Life.